# 费尔南·卡内勒
费尔南·卡内勒（法語：Fernand Canelle，1882年1月2日—1951年9月11日），法国男子足球运动员，司职后卫。他曾代表法国俱乐部队参加1900年夏季奥林匹克运动会足球比赛，获得一枚银牌。